# المركز الوطني للإحصاء والمعلومات
المركز الوطني للإحصاء والمعلومات هو مركز حكومي يتمتع بالشخصية الاعتبارية تم إنشاؤه بموجب المرسوم السلطاني رقم 31/ 2012 ومقره في محافظة مسقط، ويهدف المركز إلى تلبية احتياجات ومتطلبات الدولة من الإحصاءات الرسمية والمعلومات الموثقــة لاستخدامهــا فـي وضــع السياســات والبرامــج على المستـوى الوطنــي والإقليمــي والدولي فـي ظل المتغيرات الاقتصادية والاجتماعية المتسارعة، كما يهدف إلى تلبية متطلبات كافة الجهات فـي الحصول على المعلومات فـي المجالات التنموية.

## الجوائز
حصد المركز على عدة جوائز منها:
- جائزة الرؤية الاقتصادية لأفضل مشروع حكومي عام 2016[2]
- جائزة أفضل موقع حكومي الكتروني على مستوى دول مجلس التعاون لدول الخليج العربية عام 2015[2][3]
- جائزة أفضل عارض في المعرض المصاحب لمنتدى عمان للجغرافية المكانية الثالث عام 2015[2]
- جائزة الدرع الذهبي للمسؤولية الاجتماعية على مستوى الوطن العربي عام 2015[2]
- جائزة (الانجازات الخاصة) في تقنيات التطبيقات المكانية على مستوى العالم عام 2015[2]
- جائزة التميز في استخدامات نظم المعلومات الجغرافية على مستوى الشرق الأوسط وشمال أفريقيا عام 2015[2][4]
- جائزة أفضل التطبيقات الذكية بالسلطنة عن تطبيق المؤشرات الإحصائية (NCSI Oman) على مستوى الوطن العربي عام 2015[2][5]